# Lauricius hemicloeinus
Lauricius hemicloeinus är en spindelart som beskrevs av Simon 1888. Lauricius hemicloeinus ingår i släktet Lauricius och familjen Tengellidae. Inga underarter finns listade i Catalogue of Life.